# Suleiman ibn Daoud
Badr ad-Din Suleiman ibn Daoud (arabisch بدر الدين سليمان بن داود, DMG Badr ad-Dīn Sulaimān ibn Dāwūd; † Februar 1248 in Kairo) war der letzte Imam der Schia der Hafizi-Ismailiten und einer der letzten Angehörigen der Dynastie der Fatimiden in Ägypten.
Suleiman war ein Enkel des letzten Fatimidenkalifen al-Adid, nach dessen Tod 1171 der sunnitische Wesir Salah ad-Din (Saladin) Yusuf das schiitische Kalifat in Ägypten für beendet erklärte und die Alleinherrschaft als Sultan übernahm. Sein Vater Daoud († 1207 oder 1218) wurde von loyalen Anhängern als rechtmäßiger Thronfolger und Imam ihrer Schia anerkannt, doch verbrachte er sein ganzes Leben in isolierter Festungshaft, in der ihm mittels einer heimlich zugeführten Sklavin die Zeugung Suleimans gelang. Obwohl dieser in Oberägypten geboren und dort unter der Obhut eines im Untergrund lebenden Missionars (dāʿī) seiner Schia aufzogen wurde, wurde Sultan al-Kamil Muhammad auf ihn aufmerksam, der ihn gefangen nehmen und in die Zitadelle von Kairo sperren ließ. 
Laut dem zeitgenössischen Chronisten Ibn Wasil, dem Informationen zu Suleiman über einen Gewährsmann zugetragen wurden, soll der Fatimidenspross ungebildet gewesen sein. Nach Kenntnis des Autors verstarb Suleiman im Februar 1248 in der Zitadelle ohne eigene Nachkommenschaft, doch sollen die wenigen verbliebenen Anhänger seiner Schia in Ägypten behauptet haben, dass ein Sohn von ihm in die Verborgenheit (ġaiba) entrückt sei, dessen Wiederkehr als Imam sie seither erwartet würden. Der angebliche Sohn Daoud ibn Suleiman ibn Daoud trat im Jahr 1298 gegen die Herrschaft der Mamluken in Erscheinung, doch war dieser wohl nur ein Hochstapler. Die Schia der Hafizi-Ismailiten existierte als letztes Relikt des Ismailitentums in Nordafrika in einigen kleinen Gemeinden Oberägyptens noch bis in das 14. Jahrhundert mit einem verborgenen Imamat fort, danach verliert sich ihre Spur. Heute gilt sie als nicht mehr existent.